# Regne Shilluk

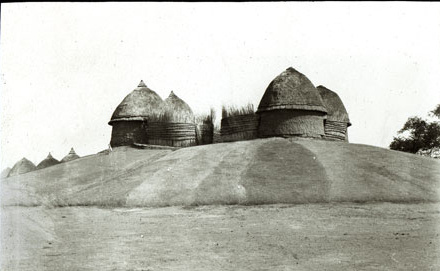
Aturwik, monticle i capital del rei Xíl·luk a Fashoda, amb les seves quatre cabanyes construïdes al cim. Fotografia de Charles Gabriel Seligman

El regne Xíl·luk o Shilluk estava situat resseguint la vora del riu Nil Blanc, a l'actual estat de Sudan del Sud. La seva capital i residència reial era a la ciutat de Fashoda. Segons la seva història local i els registres dels estats veïns, el regne va ser fundat a mitjans del segle xv pel seu primer dirigent, el semidéu Nyikang. Durant el segle xix, els xíl·luk van patir agressions militars per part de l'Imperi Otomà i, posteriorment, la colonització britànica del Sudan Angloegipci. Actualment, el rei xíl·luk no és un líder polític independent, però manté el títol de cap tradicional als governs del Sudan del Sud i del Sudan.
La monarquia (la Reth) ha tingut una naturalesa tant política com religiosa. El monarca era el garant de l'ordre social; la seva salut i la salut de la nació estaven interelacionades. L'adoració es realitza en rituals inspirats pel mite nacional de Nyikang, el primer Reth. La monarquia Xíl·luk i les creences del seu poble van ésser estudiades el 1911 per Charles Seligman, i el 1916 per part de l'antropòleg britànic James George Frazer a The Golden Bough. Seligman va descriure la forma de govern dels xíl·luk com una "monarquia sagrada".

## Geografia i població
El regne estava situat al llarg d'una regió de terra localitzada al voltant dels marges oriental i occidental del Nil Blanc i el riu Sobat, des del llac No fins al voltant de 12º de latitud al nord. Els xíl·luks estan molt emparentats amb altres grups ètnics comuns al Sudan del Sud, com ara els nuers i els dinkes (els seus veïns al sud i a l'est, respectivament). La seva llengua està emparentada amb la que utilitza el poble anuak, situat prop dels rius Baro i Pibor.
El nom català per la llengua xíl·luk deriva de la seva versió anglesa (Shilluk), que al seu torn prové de la versió aràbiga de la manera com els propis xíl·luks s'anomenen: Cøllø, o Chollo. Aquest fet (juntament amb la creença de mols dels Xíl·luks) suggereix un origen comú entre els acholi, un altre grup que viu a la frontera entre Uganda i el Sudan del Sud, i els Luo, de les fronteres de Tanzània, Kènia, la República Democràtica del Congo, la República Centreafricana i Etiopia (Anuak).
Com la majoria dels pobles nilòtics del Sudan del Sud (com ara els nuer i els dinka, els xíl·luks practicaven una ramaderia seminòmada de subsistència, amb alguns components agrícoles. El seu sistema social era igualitari, on els ramats de bestiar tenien un gran valor simbòlic. L'estil de vida dels xíl·luks moderns és força similar, amb l'excepció de que els ramats són més petits. Van ser sedentaris perquè la terra al voltant del Nil Blanc és molt més fèrtil que en cap altre lloc de la regió. El seu cultiu de la durra, una varietat de sorgo (mill), els va convertir en un poble agrícola relativament pròsper, amb l'excepció dels períodes prolongats de sequera. Avui en dia, la població xíl·luk s'estima en un 1,7 milions d'habitants (dades del 2005); durant el segle xix s'estima que eren uns 200.000, vivint en centenars de pobles. El regne es dividia en dues províncies: Gher (Gärø), al nord, i Luak (Lwagø), al sud. Al seu torn, aquestes províncies es dividien en zones.

## Cultura

### Estructura social

#### Llinatge (Kwa)
La paraula Kwa significa "avi" o "ancestre". Kwaarø i Kwari tenen significats similars, però impliquen descendència: "nét" i "avall". Són els equivalents xíl·luk per definir les paraules "llinatge" i "clan". Els membres d'un Kwa descendeixen del mateix ancestre, el Kwar Kwa; Kwar Okëëlø representen els descendents d'Okëëlø (el nom d'una persona). Aquest sistema també s'utilitza mitjançant caràcters llegendaris. S'han estudiat més de 100 llinatges, i s'havia de conèixer el llinatge d'un mateix.
Alguns exemples de Kwa són:
- El Kwa Ajalø, fundat per Jalø, un exiliat amb Nyikaangø (Nyikang).
- El Kwa Mønø, fundat per Mønø, un serf que Nyikaaŋø v trobar quan va arribar al país xíl·luk.
- El Kwa Ju, fundat per Ju, mig germà de Nyikaangø.
- El Kwa Tugi, fundat per Tugø, un esperit que Nyikaangø va trobar en un riu.
- El Kwa Tuga, fundat per Tuga, un àrab la germana del qual es va casar amb Nyikaangø.

#### Grup (Pödhø)

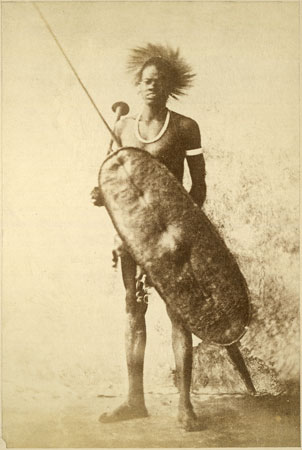
Guerrer xíl·luk de finals del segle XIX

El pödhø, o agrupament, es pot referir a qualsevol conjunt agrupat, el país xíl·luk, un grup o una federació. En el darrer context, pödhø es refereix a un grup de pobles habitats per diversos llinatges que s'uneixen en defensa mútua sota un mateix líder. Aquesta federació de cascs és la base de l'estructura tribal xíl·luc. La regió disposa d'un centenar de pödhø.
Abans i durant la colonització britànica, aquests llinatges es van unir contra el perill de les guerres tribals. No obstant, durant els períodes de pau les comunitats es van dissoldre com a conseqüència dels conflictes interns; moltes persones van patir un conflicte amb les aliances entre el líder del seu podh i el líder del seu Kwar.
Originalment, Nyikang va atorgar a cada llinatge un podh com el territori de la seva llar. Si la seva línia encara existeix, és considerat el propietari de la terra, i els seus membres es coneixen com a dyil. Les altres línies que viuen en aquesta àrea, provinents de migracions posteriors, són coneguts com a wëdhdh. Si la família dyëll que governa s'exitngeix, els drets passen al segon llinatge més antic de la zona. El llinatge de la dyëll, teòricament, proveeix del podh al seu líder, però l'autoritat pot revertir en el llinatge més important. En aquest cas, el llinatge original reté el seu prestigi i els drets de propietat de la terra. Alguns grups (com els Odong Panyikang) han adoptat un sistema de rotació de l'autoritat entre les dues (o tres) línies més importants.

#### Poblats (Pajø)

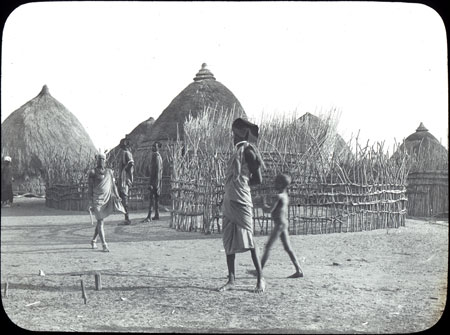
Pajø xíl·luk

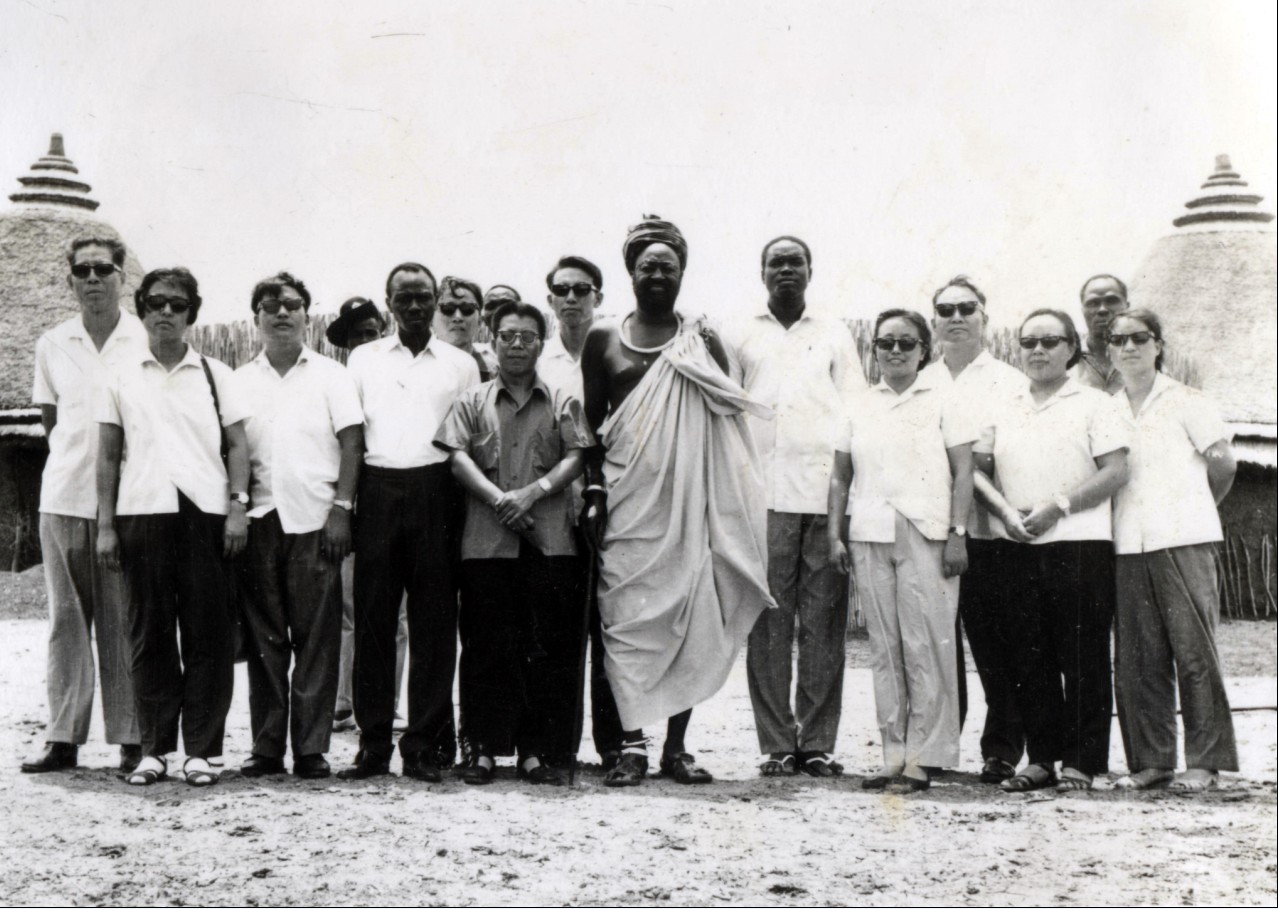
Rei xíl·luk, Reth Ayang Aney Kur, amb xinesos. Fashoda, 1979

Dins de cada grup (podh) hi ha poblats (pajø). El pac està habitat per individus del mateix llinatge. Alguns poblats estan formats per només dos habitatges, mentre que d'altres en poden tenir més de cinquanta. El pajø és una família en el sentit més ampli. Un habitatge tradicional consisteix en dues cabanes (gol), separades per un petit espai tancat per conjunts de mill o per matolls d'herba. Les cases eren construïdes al voltant d'un espai comú destinat a cabres i vaques. Una cabana més gran (lwagø) servia com a magatzem durant l'estació de les pluges. Durant la resta de l'any, aquest espai servia per allotjar visitants estrangers i com a casa de la vil·la.

#### Família (gølø, o "kalø"gool)
Per extensió, gol o "kalø" o ("casa") també vol dir "família". En aquest darrer significat, el gol és la unitat més petita de la societat xíl·luc. Un home que no està casat no disposa de la seva pròpia casa; els individus que no estan casats estan lligats al gol dels seus pares. Si el seu pare mor, la persona soltera viurà amb al gol del seu germà més gran casat. El propietari de la casa és el cap de la família, responsable dels seus habitants i del ramat de la família. Des que el remei tradicional per una ofensa és el pagament en bestiar, el cap de la famíla (i no el wrongdoer) és el responsable de les ofenses.

### Classes socials
El poble xíl·luc està dividit en quatre classes socials.

#### Kwareth
Els Kwareth (kwa, "ancestre"; reth, "rei") és el clan reial dels descendents de Nyikang. Aquest grup està molt distribuït, tenint els seus membres el nombre més elevat d'esposes. Tot i que actualment no té cap tipus d'autoritat política, els membres d'aquesta classe componen l'aristocràcia rural. Aquests membres tenen un d'aquests quatre títols:
- Reth: El regent, que se succeeix a través del primogènit
- Nyireth: Príncep o princesa; si és mascle, el presumible hereu
- Nyareth: fill d'un nyireth
- Kwar Nyireth: fill d'un nyireth més petit

#### Ororo (Ororø)
Els Ororø són una branca de la família reial que ha perdut el seu lloc en la línia de successió. Els seus membres són semblants a la resta de la població, amb l'excepció de les seves funcions rituals, en connexió amb la reialesa.
Durant el regnat del rei Odaagø, els xíl·luk van ser derrotats pels dinkes després d'una batalla contra els anuaks. Després d'aquest revés, es va decidir en un consell de guerra allistar a tots els prínceps per combatre l'endemà. L'exèrcit conscripte va travessar el riu per combatre, amb l'excepció del príncep Duwadh (Dïwäädø wäd Ocøllø). La batalla va ser una massacre, en la qual van morir tots els prínceps. Així, Duwadh va convertir-se en rei, i una de les seves primeres mesures va ser rebaixar als fills dels prínceps caiguts a la classe Cøllø. Des d'aleshores, només els descendents de Duwadh podien ser escollits per pertànyer a la classe Kwar Reth. Aquells que van ser descendits van ser anomenats Ororø ("fill d'una munió de nenes petites").

#### Chollo (Cøllø)
Aquesta classe inclou la majoria dels clans xíl·luk, així com la majoria del poble xíl·luk mateix. Els seus membres són descendents de la Nyikang col·lateral (Clans Jur, o dhø kalø), els descendents dels campions de Nyikang a l'exili (Clans Abögø, Mööyø o Kwa'julø), o Kwa'Jängø, els nascuts d'altres pobles al país de Xíl·luk (el clan Kwa'Jängø era, originàriament, un clan dinka), així com els descendents dels pobles que es van establir al país abans de l'arribada de Nyikang (el clan Oman). Els Kwa'Mööyø eren, originàriament, descendents nuer del regne (Chollo) Xíl·luk.

#### Bang Reth: Bangng Rädhø
Els Bang Reth són la classe propietat del rei. Està format per dos grups: el primer grup inclou les seves mullers reials i les vídues dels reis morts; mentre que el segon inclou serfs (descendents d'esclaus capturats en ràtzies, o voluntaris sota la protecció del rei a conseqüència de la comissió d'un crim violent).

## Història

### Orígens i migració
La llegenda del poble xíl·luk traça els seus orígens a un heroi conegut com a Nyikang, el primer Reth. Nyikang era el fill d'un rei, Okwa, el qual governava un país situat "lluny, al sud, prop d'un gran llac". Aquest podria ser el llac Albert, on viu el poble acholi. Després de la mort d'Okwa, Nyikang va anar a la guerra amb el seu germà, Duwadh, el successor legítim al tron. Derrotat, Nyikang va marxar de casa seva amb els seus seguidors i va emigrar cap al nord-est, cap a Wau (prop del riu Bahr al-Ghazal, "riu de les gazel·les" en àrab). Allí (conegut pels xíl·luks com Pothe Thuro), Nyikang es va casar amb la filla de Dimo, el mag local. Cap al 1550, després d'un conflicte amb Dimo, Nyikang va migrar al nord (creuant el Bahr el Ghazal) fins a arribar a Acietagwok (un poblet xíl·luk situat a uns 30 km a l'oest del poble de Tonga). Nyikang, aleshores, va viatjar fins a Nyilual, una regió inhabitada a l'oest de la ciutat actual de Malakal.

### Regne

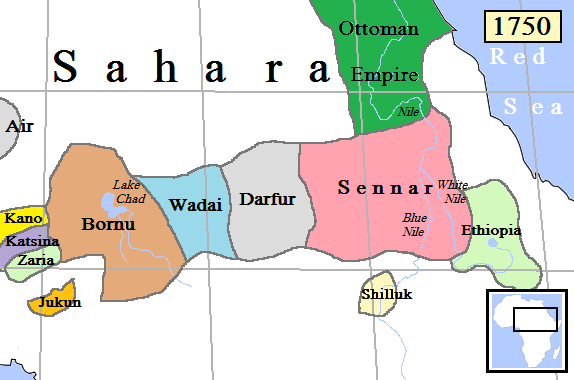
L'estat xíl·luk al llarg del Sahel el 1750

#### Conflictes fronterers
Durant el segle xvii, per assegurar-se un extra de recursos, els xíl·luk van atacar i saquejar poblacions veïnes situades al nord i al sud, seguint el curs del Nil Blanc. Aquests saquejos, normalment, els realitzaven els caps dels podh (conjunts de pobles federats). El rei xíl·luk (Reth) no era una excepció; el Reth del sud enviava als seus guerrers xíl·luks corrent amunt fins a territori dinka. Reservant-se la millor part del botí per si mateix, el Reth incrementava les seves possessions i la seva influència al país xíl·luk, mitjçant les seves forces armades, Bath Reth. L'època exacte en què van tenir lloc aquests esdeveniments encara no s'ha pogut precisar, i no està probat si el Reth era una gigura d'una única dinastia o van coexistir diversos Reth al mateix temps. En aquest segon cas, podrien haver existit una dotzena de dinasties diferents.
Entre el regnat del rei Odak Ochollo (al voltant de 1600–1635) i 1861, els xíl·luk van intentar expandir els seus territoris, mitjançant la força, per la seva frontera nord. La porció de la vall del Blanc Nil situada entre els pobles de Muomo i Asalaya no era massa favorable a l'agricultura; no obstant, la sabana situada més al nord era molt abundant en caça, peix i mel. Per controlar el comerç a través del Nil Blanc, Odak Ochollo va aliarse amb el Sultanat del Darfur, ajudant-lo en la seva guerra contra els Funj de Sennar.
Cap al 1630, els dinka situats al sud i a l'oest del país Xíl·luk van envair la frontera sud del Soldanat de Sennar. La progressió dels dinka va continuar al llarg dels segles xvii i XVIII, arribant a la regió de Gezira. Abans que aquest fet canviés la balança estratègica, els xíl·luk i els funj van unir-se per combatre els dinka. Aquest fet va marcar l'inici dels llaços econòmics entre els xíl·luk i d'altres grups ètnics (Funj, àrabs, mercaders europeus i mahdiyya).

#### Edat d'or
Després de 1650 la població xíl·luk, tot i la seva diversitat, sembla que va adquirir un sentit d'unitat nacional, acompanyada d'un enfortiment de l'autoritat reial. El Reth i un govern més centralitzat van establir un monopoli dels recursos econòmics i del comerç. Aquesta consolifació es deu, principalment, als èxits militars del monarca xíl·luk Dhokoth (circa 1670–1690). Els saquejos es van seguir realitzant corrent amunt del Nil Blanc en territori dinka i, a l'oest, a les Muntanyes dels Nuba.
El 1684, una sequera va destruir els cultius dels xíl·luk. Guiats per la fam, molts homes van prendre les armes i van descendir pel riu fins als pobles arabitzats de l'actual Sudan. Aquests saquejos es preparaven des del riu; els homes, desplaçant-se en canoes, assaltaven les regions àrabs del nord. En aquest període, el Nil Blanc es coneixia com a Bahr al-Scheluk, el "riu dels Xíl·luk". El rei Tugø (Rädh Tugø) (circa 1690–1710), fill de Rädh Dhøköödhø, va fundar Fashoda com la residència permanent dels reis xíl·luk, a més d'establir un conjunt de rituals elaborats i cerimònies d'investidura.
En el transcurs del segle xviii, el poder del Soldanat de Sennar va declinar. Els reis xíl·luk van prendre's la desaparició de Sennar de l'escena política com una oportunitat per enfortir la seva posició a la frontera nord. Les caravanes es trobaven sota la influència dels reis xíl·luk, aprofitant-se del servei de transport que els xíl·luk havien disposat per aquells mercaders que desitgessin creuar el Nil Blanc fins Asalaya, quan viatjaven entre Sennar i El Obeid.

#### Declivi i restauració
El 1786, el Soldanat de Sennar funj va iniciar un període de declivi. El sultà Adlan II tenia problemes en la seva guerra contra la tribu Hameg, establerta al sud de la ciutat d'Er Roseires, després de 30 anys d'anarquia i saquejos per part del xeic Nasser Hameg. El 1820, el virrei d'Egipte, Muhàmmad Alí, va iniciar la seva campanya al sud per conquerir Sudan. Aquell any, les tropes turco-egípcies d'Ismail Paixà també van acabar amb el Sultanat de Funj. Així, la confrontació entre els otomans i els xíl·luks es va fer inevitable. Començant el 1821, tot i la resistència que van plantar els xíl·luks, la frontera nord va començar a cedir territori. Els xíl·luks eren atacats per àrabs i turcs que buscaven bestiar i esclaus. Durant el regnat del Reth Nyokwejø (Yör, Nyokwejø wäd Kwondïd (Nyikwëyø) kwar Okonø wäd Tugø) (circa 1780–1820) una força conjunta formada per dinkes i nuer va travessar el riu Sobat, la qual cosa va suposar la pèrdua total del control del Nil Blanc per part dels xíl·luks. Cap al 1865, el regne Xíl·luk havia perdut part de la seva entitat política. Actualment el regne Xíl·luk (Chollo) es coneix, per part dels sudanesos, com Pödh Cøllø (Sudan), a partir de la independència de la República del Sudan, el 1956, i fins avui dia. Actualment, el regne Xíl·luk forma part de la República del Sudan del Sud.

## Religió i mitologia

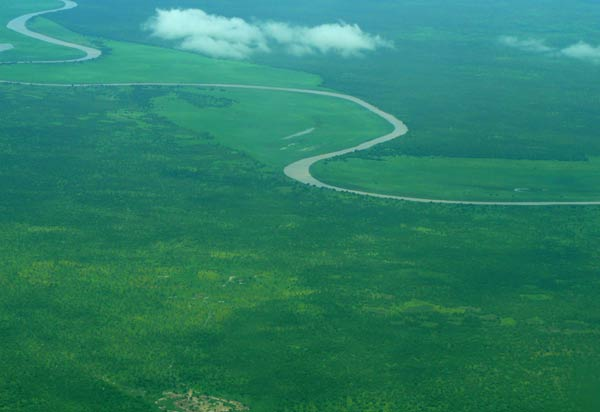
El riu Sobat al Sudan del Sud, el primer indret on el rei Nyikang va fundar el regne Xíl·luk.

### Llinatge de Nyikang
Els xíl·luk, com molts altres pobles nilòtics, no donaven gaire importància a la cosmologia. En canvi, els xíl·luks se centraven en una figura, la vida del qual havia estat tan llarga que s'envoltava de mites: el rei Nyikang. Els seus orígens es consideraven divins. Una vaca blanca anomenada Dean Aduk (Dhyang Adugø) portava una carbassa. Quan va ser el moment, d'allí en va sortir un home anomenat Kolo (Köölø, Pöölø). Kolo va engendrar Omaro (Omaarø), qui al seu torn va engendrar Wat Mol (Wäd Möölø), qui posteriorment engendraria a Okwä.
Es deia que Okwa havia visitat un banc de sorra al riu quan va veure dos dones joves molt boniques, Nyakayo (Nyikaayø) i Ongwak, que sortien de l'aigua. Tenien el cabell molt llarg, i part dels seus cossos tenien forma de cocodril. Okwa les va enxampar i les va prendre per la força; els seus crits van alertar el seu pare, Dunyel Ju'Okwa, que es trobava allí a prop. Dunyel era un home per la meitat dreta del seu cos, però un cocodril per la part esquerra. Després d'una discussió, Dunyel va acceptar entregar les seves dues filles a Okwa (Okwä) a canvi d'una dot molt generosa. Nyakayo (Nyikaayø) Nyikang va parir diversos nens; alguns consideren que Nyikang era el més gran, però d'altres afirmen que era el més petit. Una altra tradició assegura que el germà bessó de Nyikang era Duwat (Dïwäädɔ). Una creença popular connecta la confluència del riu Sobat amb el Nil Blanc com la casa de Nyakayo.

### Exili
La mort d'Okwa (Okwä) va iniciar un conflicte entre Nyikang (Nyikaangø) i el seu germà Duwat (Dïwäädø) sobre qui havia de ser el successor del tron. Duwat es va convertir en rei, però Nyikang va refudar jurar-li lleialtat, decidint en canvi desplaçar-se a un altre indret amb tota la seva família. Els noms varien segons la versió del mite, tot i que Omoli Ju (Omööli Ju), Ju Nya Okwä s'acostumen a esmentar.
Quan Nyikang estava marxant, Duwat li va demanar que mirés darrere seu mentre llençava un bastó llarg i gruixut cap al seu mig germà. Amb aquest gest, Duwat representava que els emigrants no podrien tornar mai més. No obstant, Nyikang va agafar el bastó i el va utilitzar per plantar terres.
Després de molts dies de viatge, el grup emigrant va arribar a un territori governat per Dim (Dïmø), un fetiller. Nyikang es va casar, i la seva esposa li va donar un fill anomenat Dak (Daagø). Els fugitius es van assentar prop d'on el riu Sobat conflueix amb el Nil Blanc, fundant el regne Xíl·luk.